# Хоакін Сальвадор Лавадо
Хоакі́н Сальвадо́р Лава́до Техо́н (ісп. Joaquín Salvador Lavado Tejón, більш відомий під псевдонімом Кі́но, ісп. Quíno; 17 липня 1932, Мендоса, Аргентина — 30 вересня 2020, там само) — аргентинський художник-карикатурист.

## Життєпис
Народився 17 липня 1932 року в аргентинському місті Мендоса в родині іспанських емігрантів. В дитинстві його кликали скороченим ім'ям Кі́но аби відрізнити від імені його дядька Хоакіна, художника, який зумів викликати в племінника велике зацікавлення образотворчим мистецтвом. 1945 року він почав навчатися у Escuela de Bellas Artes de Mendoza. Того ж року померла його мати, ненадовго пережив її й батько, тож у 17-річному віці він вирішив покинути навчання, щоб працювати художником-карикатуристом, обравши псевдонімом своє дитяче ім'я. Скоро після цього йому вдалося продати свою першу роботу для реклами магазину мануфактури. Інші його малюнки стали регулярно з'являтися у різноманітних періодичних виданнях.
1963 року він опублікував першу збірку про пригоди Мафальди — шестирічної школярки, яка ненавидить фашизм, мілітаризм і суп, натомість любить The Beatles та має свою особисту думку щодо оточуючого світу. Історія швидко набула популярності та стала регулярно з'являтися на сторінках щотижневика «Primera Plana», була опублікована в Іспанії та Португалії, а також перекладена дванадцятьма іншими мовами.
Лавадо відмовився від історій про Мафальду 1973 року, аргументуючи це тим, що не хотів би повторюватися. Проте пізніше він додав, що на його рішення також вплинули зміни політичного клімату в Латинській Америці: "Якби я продовжував її малювати, вони б мене застрелили". Після державного перевороту 1976 року в Аргентині він перебрався до Мілана, Італія, де продовжив заняття творчистю. Тим часом образ Мафальди продовжував використовуватися для кампаній з захисту прав людини в Аргентині та за кордоном.
У 1986—1988 роках спільно з кубинським режисером Хуаном Падроном створив серію короткометражних мультфільмів. 1994 року ними було створено 104 короткометражних мультфільми про пригоди Мафальди.
1990 року отримав іспанське громадянство, залишаючись також громадянином Аргентини.
2006 року Лавадо вийшов на пенсію. 2017 року він майже повністю втратив зір через глаукому.
Хоакін Сальвадор Лавадо, більш відомий під псевдонімом Кі́но, помер 30 вересня 2020 року в 88-річному віці у тому самому місті Мендоса, де й народився, від інсульту.

## Особисте життя
1960 року одружився з Алісією Коломбо. Пара ніколи не мала дітей. Після 1976 року вони проживали у вигнанні в Мілані, перш ніж сім років потому повернутися до Аргентини. Після цього вони проживали між Буенос-Айресом, Мадридом та Міланом.

## Твори
Мафальда:
- Mafalda 1—10 (1963—1973)
- Mafalda inédita (1989)
- 10 años con Mafalda (1974)
- Toda Mafalda (1992)

Гумористичні збірки:
- Mundo Quino (1963) (перевидання 1998 р.)
- A mi no me grite (1972)
- Yo que usted… (1973)
- Bien, gracias, ¿y usted? (1976)
- Hombres de bolsillo (1977)
- A la buena mesa (1980)
- Ni arte ni parte (1981)
- Déjenme inventar (1983)
- Quinoterapia (1985)
- Gente en su sitio (1986)
- Sí, cariño (1987)
- Potentes, prepotentes e impotentes (1989)
- Humano se nace (1991)
- Yo no fui (1994)
- Cuentecillos y otras alteraciones (1995) (иллюстрации)
- ¡Qué mala es la gente! (1996)
- ¡Cuánta bondad! (1999)
- A mí no me grite (1999)
- Esto no es todo (антология) (2002)
- ¡Qué presente impresentable! (2005)

## Нагороди та відзнаки (неповний список)
- 1988 — Приз Макса і Моріса.
- 2004 — Почесний громадянин Буенос-Айреса.
- 2005 — Орден Ізабелли Католички кавалерського ступеня (Іспанія).
- 2005 — Премія Принца Клауса.
- 2010 — Орден Мистецтв та літератури офіцерського ступеня (Франція).
- 2014 — Орден Почесного легіону офіцерського ступеня (Франція).
- 2014 — Премія принцеси Астурійської в галузі зв'язку та гуманітарної діяльності (Іспанія).